# Dicaelotus pulex
Dicaelotus pulex là một loài tò vò trong họ Ichneumonidae.